# Redd Kross
Redd Kross est un groupe de rock américain fondé en 1980 par Jef et Steven McDonald. Le groupe alterne les périodes d'activités et de sommeil depuis 35 ans avec une rotation de personnel autour de Jeff et Steve. Le groupe atteindra plusieurs fois de suite les UK Singles Chart.

## Biographie
Le groupe est un avatar d'un groupe précédent : The Tourists, alors qu'ils étaient au collège. Ils sont rejoints par Ron Reyes et Greg Hetson (futurs membres de Bad Religion). D'abord dénommés Red Cross en référence à la scène de masturbation de L'Exorciste, le groupe essuya une menace de procès de la croix rouge et changea son nom en Redd Kross. Leur premier album Born Innocent sort, grâce à la tutelle bienveillante de Black Flag, au label Frontier Records en 1982. Il suivra de Teen Babes from Monsanto, un album de reprises, distribué par Gasatanka Records en 1984.
Neurotica, sorti en 1987 et produit par Tommy Ramone (Tommy Erdelyi) sur Big Time Records sera leur premier disque à vraiment les faire connaitre en plein essor grunge. Suivront le très pop Third Eye sur Atlantic Records en 1990, Phaseshifter (This Way Up) en 1993, et Show World sur Universal Records en 1997. S'en suivra une longue période d'inactivité de 15 ans avant que le groupe ne sorte Researching the Blues en 2012.

## Influence
Si le groupe reste peu connu en dehors des États-Unis et même du très grand public là-bas, il jouit d'un groupe de fervents adeptes chez des musiciens connus comme Slash, Sonic Youth, Black Flag, Kurt Cobain ou encore The Meat Puppets

## Membres
- Jeff McDonald — guitare, chant
- Jason Shapiro — guitare, chant
- Roy McDonald — batterie
- Steven McDOnald — basse, chant

## Discographie

### Albums studio
- 1982 : Born Innocent
- 1984 : Teen Babes from Monsanto
- 1987 : Neurotica
- 1990 : Third Eye
- 1993 : Phaseshifter
- 1997 : Show World
- 2012 : Researching the Blues
- 2019 : Beyond the Door

### EP
- Red Cross (1980)
- 2500 Redd Kross Fans Can't Be Wrong (1993)

### DVD
- Got LIVE If You Must[2] (2008)
- A History Lesson Part. 1 (2010)